# Froidestrées
Froidestrées ist eine französische Gemeinde mit 194 Einwohnern (Stand 1. Januar 2022) im Département Aisne in der Region Hauts-de-France (vor 2016 Picardie). Sie gehört zum Arrondissement Vervins, zum Kanton Vervins und zum Gemeindeverband Thiérache du Centre.

## Geographie
Die Gemeinde Froidestrées liegt in der Thiérache, 14 Kilometer westlich von Hirson an der Route nationale 2. Nachbargemeinden von Froidestrées sind La Capelle im Norden, Gergny im Osten, Étréaupont im Südosten, Sorbais im Südwesten und Lerzy im Westen.

## Namensherkunft
Der Namensbestandteil Estrées ist ein altfranzösischer Begriff, der, vom lateinischen strata abgeleitet, eine "flache Stein bedeckte Straße" bedeutet. Das Wort estrée verschwand am Ende des Mittelalters aus dem Französischen, blieb aber in einer Vielzahl von Ortsnamen, insbesondere in Nordfrankreich, als Hinweis auf die Nähe einer römischen Straße erhalten.
Auf der Cassini-Karte aus dem 18. Jahrhundert wird der Ort „Froid-Estrez“ geschrieben.

## Bevölkerungsentwicklung
| Jahr                       | 1962 | 1968 | 1975 | 1982 | 1990 | 1999 | 2011 | 2021 |
| Einwohner                  | 211  | 199  | 174  | 188  | 199  | 216  | 208  | 185  |
| Quellen: Cassini und INSEE |      |      |      |      |      |      |      |      |

## Sehenswürdigkeiten

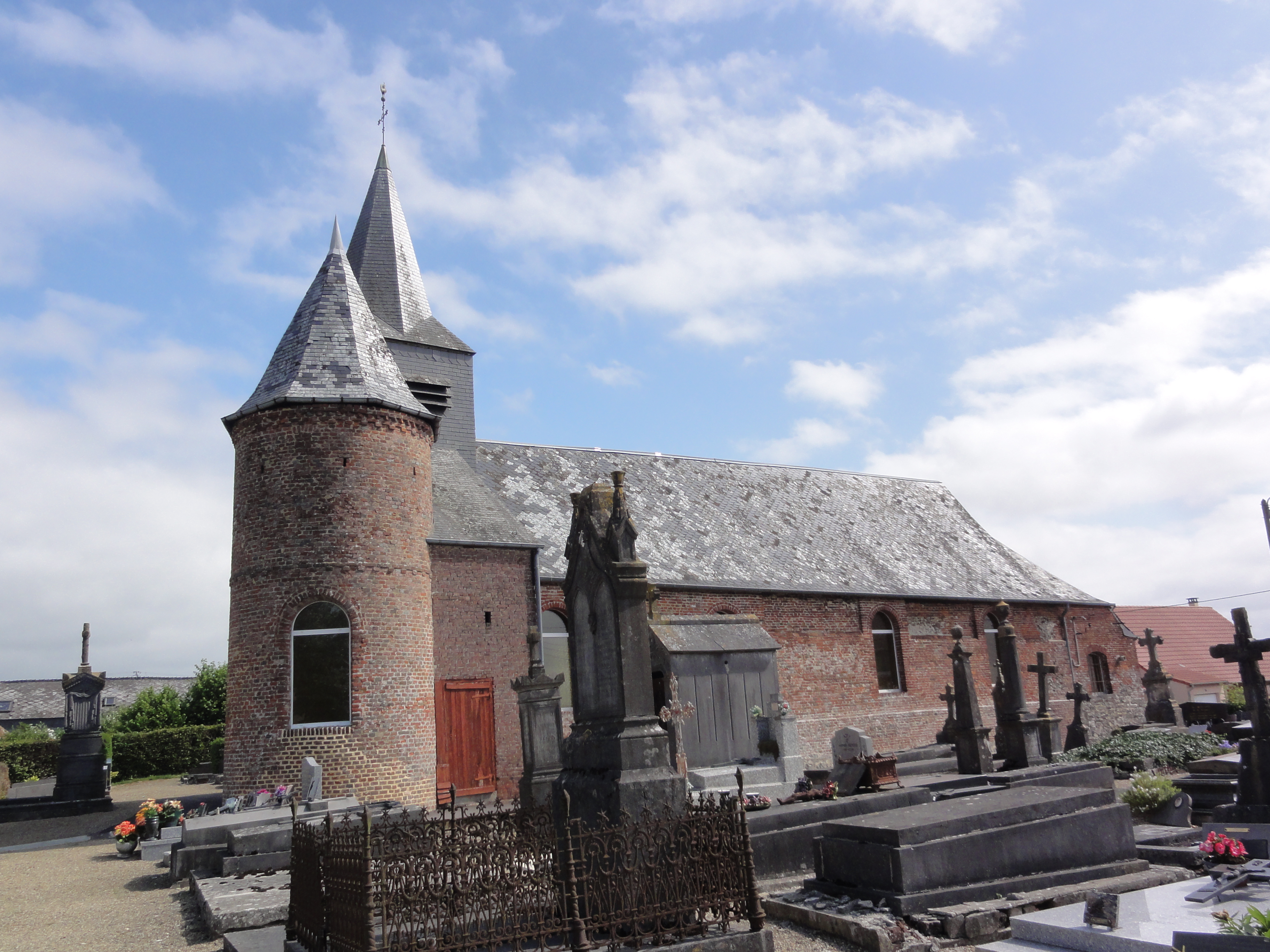
Kirche Saint-Michel
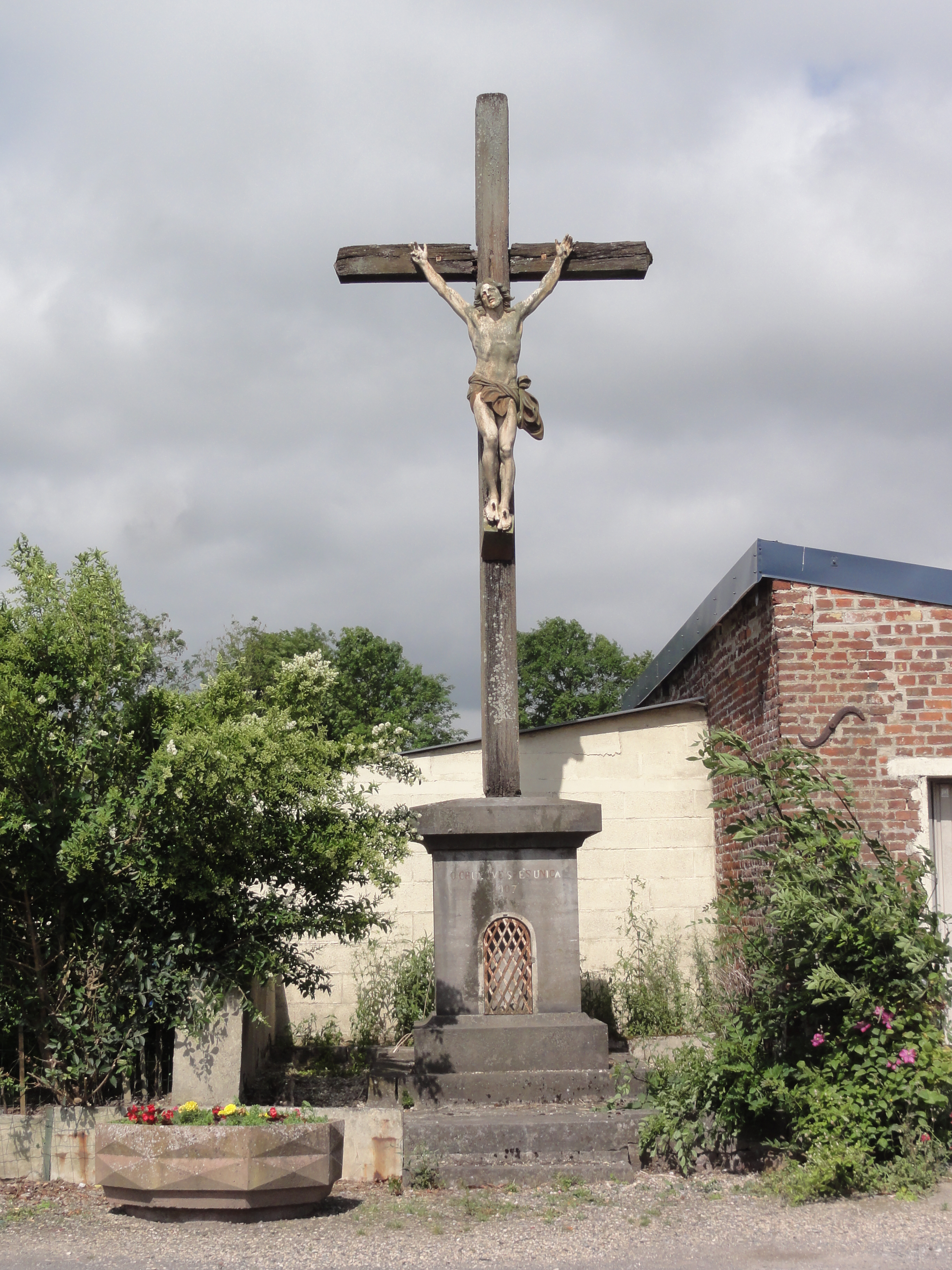
Wegkreuz

- Kirche Saint-Michel
- Wegkreuz